# Dywizja Spadochronowa Ha-Esz
98 Dywizja Spadochronowa (hebr. ‏עֻצְבַּת הָאֵשׁ‎, Ucbat Ha-Esz; pol. Ognista Formacja) – związek taktyczny wojsk aeromobilnych Sił Obronnych Izraela. Dywizja podlega Dowództwu Centralnemu.

## Historia
Tworzenie brygady spadochronowej rozpoczęło się w 1955 od powstania jednostek powietrznodesantowych izraelskich sił specjalnych. Między innymi Ariel Szaron opracowywał taktykę walki spadochroniarzy, która była zbliżona do taktyki rajdów i operacji komandosów. Taktykę doskonalono podczas działań odwetowych prowadzonych na terytorium Jordanii i Egiptu.
Podczas kryzysu sueskiego w 1956 spadochroniarze lądowali na tyłach wojsk egipskich na przełęczy Mitla na półwyspie Synaj, zmuszając Egipcjan do odwrotu. W kolejnej śmiałej operacji zajęli lotnisko w rejonie Szarm el-Szejk. W wojnie sześciodniowej w 1967 spadochroniarze uczestniczyli w zajęciu Strefy Gazy, a następnie wspierali działania w północnej części półwyspu Synaj.
Podczas wojny Jom Kipur w 1973 spadochroniarze przeprowadzili śmiałą operację we wschodniej części Syrii, zakłócając dostawy uzbrojenia z Iraku. W 1976 komandosi uczestniczyli w operacji „Entebbe”, podczas której odbito zakładników przetrzymywanych w porcie lotniczym Entebbe w Ugandzie.
W wojnie libańskiej w 1982 spadochroniarze jako pierwsi wkroczyli w głąb terytorium Libanu, torując drogę nacierającym jednostkom sił lądowych. W następnych latach uczestniczyli we wszystkich operacjach prowadzonych przeciwko Hezbollahowi. W 1984 podjęto decyzję o sformowaniu dywizji spadochronowej. W II wojnie libańskiej w 2006 uczestniczyła ona w walkach o wioski Bint Dżubajl i Marun ar-Ras, zadając ciężkie straty Hezbollahowi.
Od 1 października 2024 roku dywizja uczestniczy w inwazji na Liban.

## Struktura
W skład dywizji wchodzą:
| Nazwa                            | Symbol |                                                                                                 |
| -------------------------------- | ------ | ----------------------------------------------------------------------------------------------- |
| Brygady operacyjne               |        |                                                                                                 |
| Brygada Oz                       |        | Skład: - Sajeret Egoz - Sajeret Rimon - Sajeret Duwdewan - Sajeret Maglan                       |
| 35 Brygada Spadochronowa         |        | Skład: - 890 batalion Efe - 101 batalion Peten - 202 batalion Cefa - 5135 batalion zwiadu Saraf |
| 214 Brygada Artylerii Kala Dawid |        |                                                                                                 |
| Jednostka operacyjna             |        |                                                                                                 |
| Jednostka mobilna nr 5515        |        |                                                                                                 |
| Samodzielny batalion             |        |                                                                                                 |
| 492 batalion łączności           |        |                                                                                                 |
| Brygady rezerwowe                |        |                                                                                                 |
| 551 Brygada Spadochronowa        |        |                                                                                                 |
| 55 Brygada Spadochronowa         |        |                                                                                                 |

## Dowódcy dywizji
- Szmuel Arad (1984–1986)
- Shaj Awital
- Mosze Kaplinsky (1997–1999)
- Jicchak Gerzhon (1999–2001)
- Tal Russo (2001–2003)
- Awiw Kochawi (2003–2004)
- Jossi Hyman (2004–2005)
- Eyal Eisenberg (2005–2008)
- Roni Numa (2008–2011)
- Aharon Haliwa (2011–2013)
- Amir Baram (2013-nadal)[potrzebny przypis]